# Соколово (Тотемський район)
Соколо́во (рос. Соколово) — присілок у складі Тотемського району Вологодської області, Росія. Входить до складу Толшменського сільського поселення.

## Населення
Населення — 10 осіб (2010; 21 у 2002).
Національний склад (станом на 2002 рік):
- росіяни — 100 %